# Paul Carafotes
Paul Carafotes (Somerville (Massachusetts), 23 maart 1959) is een Amerikaans acteur.
Carafotes begon in 1980 met acteren in de film Headin' for Broadway, waarna hij nog meerdere rollen speelde in films en televisieseries. Hij is vooral bekend van zijn rol als Harold Dyer in de televisieserie Knots Landing waar hij in 40 afleveringen speelde (1988-1990).

## Filmografie

### Films
Uitgezonderd korte films.
- 2020 Mank - als assistent-regisseur
- 2017 Special Unit - als Lou
- 2010 @urFRENZ – als Terry
- 2006 Lonely Hearts – als rechercheur Paco
- 1999 Scriptfellas – als Barry Goldberg
- 1999 Fight Club – als Salvator
- 1994 Janek: The Silent Betrayal – als Pinto
- 1993 Italian Movie – als Phillipo
- 1988 Journey to the Center of the Earth – als Richard
- 1987 Blind Date – als danser in disco
- 1986 The Ladies Club – als Eddie
- 1986 The Clan of the Cave Bear – als Brug
- 1983 All the Right Moves – als Salvucci
- 1981 Choices – als John Carluccio
- 1980 Headin' for Broadway – als Ralph Morelli

### Televisieseries
Uitgezonderd eenmalige gastrollen.
- 2019 Mindhunter - als Rod - 2 afl.
- 2010 Damages – als man in overjas – 6 afl.
- 2004-2006 CSI: Crime Scene Investigation – als manager casino – 2 afl.
- 2004-2005 CSI: NY – als rechercheur Thacker – 2 afl.
- 1997 Pacific Palisades – als Jake – 4 afl.
- 1988-1990 Knots Landing – als Harold Dyer – 40 afl.
- 1983 The Greatest American Hero – als Joey / gangster – 2 afl.

- Biblioteca Nacional de España: XX4957032
- Bibliothèque nationale de France: cb14161665m (data)
- Gemeinsame Normdatei: 109385362X
- International Standard Name Identifier: 0000 0001 1598 8590
- Nationale Bibliotheek van Tsjechië: pna2012717915
- Virtual International Authority File: 14982114
- WorldCat: E39PBJjtdJhPt4Q64wPfFBvJXd